# Hold-egyezmény
A Hold-egyezmény, hivatalos nevén az Egyezmény az államok tevékenységéről a Holdon és más égitesteken az Egyesült Nemzetek keretében megkötött, 1979-ben véglegesített, 1984-ben hatályba lépett szerződés a Holdon és más égitesteken folytatott tevékenységről. Az egyezmény megerősíti és kiterjeszti az Outer Space Treatyt, és kimondja, hogy a Holdat és más égitesteket kizárólag békés célra lehet használni a környezetük megzavarása nélkül, és az ENSZ értesítendő az összes elhelyezett állomás pozíciójáról és céljáról. Az egyezmény továbbá kimondja, hogy a Hold és természeti kincsei az emberiség közös örökségét alkotják, és egy nemzetközi kormányrendszert kell kialakítani a kiaknázásuk felügyeletére, amint az ásványkincsek kitermelése megoldhatóvá válik.

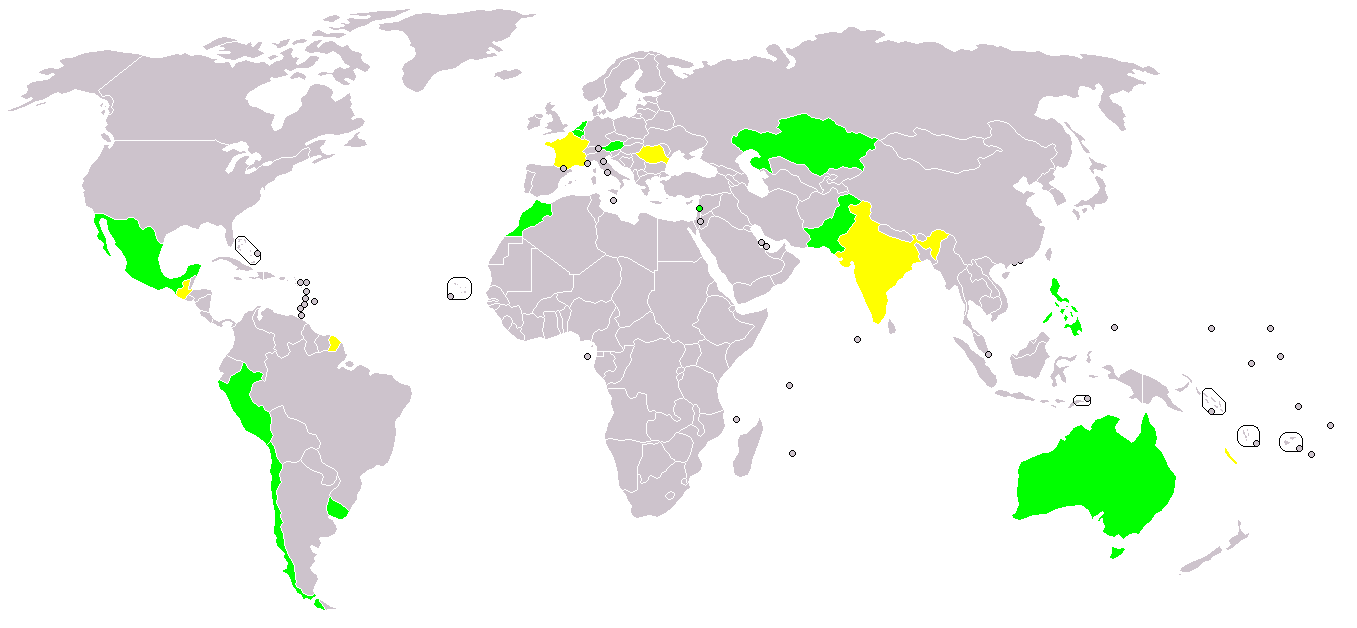
Az egyezményt ratifikált országok zölddel, az azt aláíró, de nem ratifikáló országok sárgával

Az egyezményt 2008 januárjáig 13 állam ratifikálta (Ausztrália, Ausztria, Belgium, Chile, Kazahsztán, Libanon, Mexikó, Marokkó, Hollandia, Pakisztán, Peru, Fülöp-szigetek, Uruguay) és további 4 ország (Franciaország, Guatemala, India és Románia) írta alá.

## Tartalom
Az egyezmény kimondja, hogy a Hold (mely tartalmazza a szerződés nyelvezete szempontjából a Naprendszer más égitestjeit is, kivéve a Földet) használata a nemzetközi közösség összes államának és népének a javát kell hogy szolgálja. Továbbá hangot ad azon kívánságnak, hogy a Hold nemzetközi konfliktusforrássá válását el kell kerülni. Ezen célból a szerződés:
- Megtiltja az égitestek katonai felhasználását, beleértve a fegyverek tesztelését és katonai bázisok, erődítmények létrehozását. Ugyanakkor megengedi katonai személyzet alkalmazását tudományos kutatásra és más békés célokra.
- Megköveteli, hogy az ENSZ főtitkára értesítve legyen minden égi tevékenységről (és az ezek következtében keletkező felfedezésekről).
- Kijelenti, hogy minden államnak egyenlő joga van az égitesteken folytatott kutatáshoz.
- A kutatások során szerzett mintákról az azt megszerző államnak meg kell fontolnia azok egy részének elérhetővé tételét a többi érdekelt szerződő államnak és a nemzetközi tudományos közösségnek kutatási célokra.
- Megtiltja az égitestek környezetének megváltoztatását, és kötelezi az államokat, hogy tegyenek lépéseket a véletlen szennyezések ellen.
- Megtiltja minden államnak, hogy szuverenitást jelentsen be az égitestek területére.
- Az ásványi kincsek kifejtését és elosztását egy nemzetközi kormányrendszer kötelességévé teszi.

## Külső hivatkozások
- Agreement Governing the Activities of States on the Moon and Other Celestial Bodies (angol nyelven). United Nations Office for Outer Space Affairs